# Ashlett
Ashlett – wieś w Anglii, w hrabstwie Hampshire. Leży 28 km na południe od miasta Winchester i 114 km na południowy zachód od Londynu.